# SkySails
SkySails GmbH & Co. KG was tot april 2016 een in Hamburg gevestigd bedrijf dat installaties verkocht om de voortstuwing van vrachtschepen, grote jachten en grote schepen voor visserij met windenergie te ondersteunen. Het bedrijf werd in 2001 opgericht door de ingenieurs Stephan Wrage en Thomas Meyer. In Wismar bevond zich een testcentrum.
Het voortstuwingssysteem, met merknaam SkySails, bestaat uit een gigantische vlieger, een gondel die deze vlieger met hulp van elektronica bestuurt en een systeem om de vlieger volautomatisch in te klappen. Het systeem doet denken aan kitesurfen. Na een reeks proefvaarten op de Oostzee, werd eind 2007 het eerste commerciële schip uitgevoerd met een dergelijke vlieger. De vliegers met een oppervlakte tot 320 m2 kunnen op een hoogte van 100 tot 300 meter worden opgelaten, waardoor ze vanwege de hardere winden daar een grotere trekkracht leveren dan zeilen aan een mast. Een met SkySails uitgerust schip zou 10 tot 35% minder olie hoeven stoken. Ook kan de maximumsnelheid toenemen met 10%. SkySails is tamelijk eenvoudig op alle grote schepen aan te brengen.
In december 2007 werd het eerste commerciële containerschip met een SkySails-installatie te water gelaten, de MS Beluga SkySails. Ook werd op een bestaand schip, de MS Michael A., een SkySails-installatie aangebracht. Beide schepen voerden een pilot uit van het ontwikkelde systeem. De resultaten van dit project hebben laten zien dat het SkySails-systeem het productiefste windvoortstuwingssysteem ter wereld is. Een SkySails vlieger levert per m2 5 tot 25 keer meer vermogen dan een gewoon zeil.
In 2009 heeft visserijonderneming Parlevliet & Van der Plas als eerste hun trawler ROS-171 Maartje Theodora uitgerust met een 160 m2 SkySails voortstuwingssysteem. Met dit EU-pilotproject evalueren de visserijonderneming en de zeilenfabrikant of en hoe het voortstuwingssysteem voor gebruik op visserijvaartuigen aangepast moet worden.
In april 2016 werd het bedrijf opgedoekt.